# Chuck Traynor
Pour les articles homonymes, voir Traynor.
Charles Everett Traynor, dit Chuck Traynor, né le 21 aout 1937 et décédé d'une crise cardiaque à l'âge de 64 ans le 22 juillet 2002 en Californie, est un producteur et acteur de films pornographiques.
Figure mineure des débuts de l'industrie pornographique de la côte ouest au début des années 1970, il apparait dans plusieurs films courts appelés loops, généralement avec sa femme de l'époque Linda Lovelace. Il fut le directeur de la production lors du tournage de Gorge profonde en 1972, un succès mondial inattendu.
Il a été marié à deux actrices de l'âge d'or du porno : Linda Lovelace de 1971 à 1974 et Marilyn Chambers de 1975 à 1985.

## Sa relation avec Linda Lovelace
Dans un article de 1980 du magazine Ms intitulé The Real Linda Lovelace, Gloria Steinem parle de la relation entre Traynor et Lovelace. Steinem y affirme que « le mythe que Lovelace aimait être sexuellement abusée et humiliée a été créé par son mari », et qu'il la gardait comme une prisonnière. Lovelace affirme que Traynor l'obligeait à se prostituer en la menaçant avec une arme, la frappait régulièrement, la forçait à faire de la pornographie et autorisait souvent des hommes à la violer. Lovelace essaye trois fois d'échapper à Traynor avant de réussir. Elle affirma que durant le tournage de Gorge profonde, elle avait des cicatrices et des ecchymoses sur ses jambes à cause des coups de Traynor. Selon Steinem, celui-ci a un jour déclaré : « Quand j'ai rencontré [Linda] pour la première fois, elle était si timide, elle n'osait pas se mettre nue devant un homme... J'ai créé Linda Lovelace ».
En 1979, Lovelace répète sous détecteur de mensonges ses accusations contre Traynor. Les resultats du test soutiennent les allégations suivantes  :
- En 1971, Traynor aurait forcé Lovelace à être violée par cinq hommes contre de l'argent à l'hôtel Coral Gables Holiday Inn. Il aurait pointé une arme sur elle et menaçait de la tuer si elle refusait.
- Durant sa relation avec Traynor, Lovelace craignait pour sa vie si elle tentait de le quitter.
- Il voulait l'hypnotiser.
- Il lui aurait demandée de l'aider à gérer ses activités de proxénète, et l'aurait frappée après son refus. Il la frappait d'ailleurs fréquemment, ce qui semblait l'exciter sexuellement. Il l'aurait même frappé la nuit avant leur mariage, et durant le tournage de Gorge profonde.
- Après qu'elle l'eut quitté, Traynor menaça de tuer le fils de sa sœur si elle ne revenait pas.
- Quand ils sortaient ensemble, il lui interdisait de parler et elle devait demander la permission pour aller aux toilettes.
- Il lui confisqua son salaire de 1 250 $ pour Gorge profonde.

Dans un article de Vanity Fair sur Marilyn Chambers, la seconde épouse de Traynor, celui-ci déclare se considérer comme un garçon de la campagne, qu'il pourrait vivre loin de toute civilisation et qu'il ne voyait rien contre le fait de frapper sa femme si elle disait quelque chose qui lui déplaisait.
Les accusations de Lovelace contre Traynor ont été longuement débattues. Dans les commentaires du documentaire Inside Deep Throat, consacré au succès surprenant de Gorge profonde, un membre de l'équipe de tournage revient sur les allégations de Lovelace disant qu'elle recevait des coups qui lui auraient laissé des ecchymoses visibles dans le film. L'homme affirme que sa chambre d'hôtel était voisine de celle de Traynor et Lovelace et qu'il avait entendu Chuck frapper sa femme vicieusement une nuit. Marilyn Chambers a plus tard déclaré que les accusations de Linda « blessaient Chuck » mais l'actrice Andrea True de Gorge profonde 2 affirme que la plupart des personnes n'aimaient pas Chuck Traynor et qu'elle croyait les accusations de Lovelace.

## Décès
Traynor meurt à l'âge de 64 ans d'une crise cardiaque à Chatsworth en Californie le 22 juillet 2002, trois mois après le décès de Linda Lovelace des suites d'un accident de voiture. La sœur de Lovelace, Barbara Boreman, a plus tard déclaré dans le documentaire Inside Deep Throat qu'elle était déçue que Traynor soit mort avant qu'elle ait pu le tuer.